# Jonathan Mangum
Pour les articles homonymes, voir Mangum (homonymie).
Jonathan Mangum est un acteur, scénariste et producteur américain né le 16 janvier 1971 à Charleston, Caroline du Sud (États-Unis).

## Biographie
Il est un participant régulier de l'émission Drew Carey’s Improv-A-Ganza (en) diffusée en 2011.
En 2012, il est l’un des trois acteurs permanents (avec Colin Mochrie et Wayne Brady) de l’émission Trust Us with Your Life (en).

## Filmographie

### Comme acteur
- 1994 : The Upstairs Man : Darren
- 1998 : Suicide, the Comedy : Carl
- 2000 : Strip Mall (série TV) : Josh MacIntosh
- 2001 : Tea Time : Soldier
- 2001 : The Wayne Brady Show (série TV) : Various
- 2006 : House at the End of the Drive : Robert
- 2006 : The Enigma with a Stigma : Andy Thiele
- 2006 : Round It Goes
- 2008 : NCIS : Enquêtes spéciales : Agent spéciale Daniel T. Keating
- 2008 : Sans plus attendre de Rob Reiner : Richard

### Comme scénariste
- 1999 : The Meeting
- 2004 : Conversations

### Comme producteur
- 1999 : The Meeting